# Stenostephanus azureus
Stenostephanus azureus är en akantusväxtart som först beskrevs av D.N.Gibson, och fick sitt nu gällande namn av T.F.Daniel. Stenostephanus azureus ingår i släktet Stenostephanus och familjen akantusväxter. Inga underarter finns listade i Catalogue of Life.